# Berdo San Giovanni
Berdo San Giovanni (in sloveno Janeževo Brdo, in tedesco Janeschouberdu ) è una frazione (naselje) di Bisterza.
La località è situata a 12,2 km a nord del capoluogo comunale e a 30,2 km dall'Italia, lungo la sponda sinistra del fiume Timavo superiore (Reka).
Nella frazione si trova la chiesa di San Vito che fa parte della diocesi di Capodistria.

## Storia
Dopo la caduta dell'Impero romano d'Occidente, e la parentesi del Regno ostrogoto, i Longobardi si insediarono nel suo territorio, seguiti poi attorno al VI secolo da popolazioni slave. Fu così che tutto il suo territorio entrò a far parte del Ducato del Friuli. Alla caduta del Regno longobardo subentrarono quindi i Franchi; nell'887 Arnolfo, Re dei Franchi orientali, istituì la marca di Carniola; tra il 952 e il 957 il Patriarcato di Aquileia (assieme a Istria, Carinzia e Carniola) passò sotto l'autorità del Duca di Baviera e poi nel 976 nel Ducato di Carinzia appena costituito dall'imperatore Ottone II.
Nel 1077 l'imperatore Enrico IV costituì il Principato ecclesiastico di Aquileia; con successivo diploma, sempre nel medesimo anno, Enrico IV allargò la sfera d'influenza del patriarcato anche sulla marca della Carniola e sulla contea d'Istria, rendendolo in tal modo lo Stato più importante dell'Italia settentrionale..
In seguito alla pace di Torino del 1381 la Birchinia entrò a far parte del Ducato di Carniola in mano ai duchi d’Austria.
Con il trattato di Schönbrunn (1809) entrò a far parte delle Province Illiriche.
Col Congresso di Vienna nel 1815 rientrò in mano austriaca nel Regno d'Illiria come comune autonomo; passò in seguito sotto il profilo amministrativo al Ducato di Carniola nel 1849.
Dopo la prima guerra mondiale fu comune autonomo del Regno d'Italia nella Provincia d'Istria.
Con l'istituzione della Provincia di Fiume passò, come altri comuni del Mandamento di Bisterza, a tale Provincia; pochi mesi dopo il comune venne soppresso e aggregato a quello di Primano.
Fu soggetto alla Zona d'operazioni del Litorale adriatico (OZAK) tra il settembre 1943 e il maggio 1945; passò poi alla Jugoslavia e quindi alla Slovenia.

## Alture principali
Janeževo brdo, mt 524

## Corsi d'acqua
Fiume Timavo superiore (Reka)